# Турист (хотел в Солун)
„Турист“ (на гръцки: «Τουριστ») е исторически хотел в град Солун, Гърция.

## Местоположение
Сградата е разположена на ъгъла на улица „Йоанис Комнинос“ и „Митрополеос“ № 21.

## История
Сградата е построена в 1923 година по проект на френския инженер Жозеф Плебер и архитект Ели Хасид Фернандес. Представлява луксозен хотел, заедно с „Астория“, „Валканики Европи“, „Модерн“ и други. Може да бъде описан като хотел близнак на „Екселсиор“, който се намира отсреща. След опустошителния пожар от 1917 година, който унищожава почти целия център, хотелът е възстановен. Продължава да работи като хотел от първия ден до 2019 година.
Зданието е обявено за културна ценност и е включено в списъка в 1983 година.

## Архитектура
В архитектурно отношение сградата се състои от приземен етаж с мецанин и три етажа. Разделянето на зоните е обозначено с декоративната лента, която „минава“ между втория и третия етаж. Въпреки че сградата е разположена на кръстовището на улици, тя има три страни, като третата е под ъгъл от 45 градуса, чиято централна ос излиза и завършва в покрит балкон. Отворите са украсени с ключ, а мазилката представлява растителни декорации. Хотелът запазва оригиналната си декорация вътре с оригиналните подове и дървените рамки.